# Aeroportul Bournemouth
Aeroportul Bournemouth (IATA: BOH, ICAO: EGHH) este un aeroport din Hurn⁠(d), Bournemouth, Christchurch and Poole⁠(d), Dorset, South West England, Anglia, Regatul Unit ce deservește zona Bournemouth. Aeroportul a fost tranzitat în 2022 de 734.344 de pasageri. A fost deschis în 1941 și numit după zona deservită.
Situat la o altitudine de 12 m, aeroportul dispune de 1 pistă.

## Infrastructură

### Piste
Aeroportul dispune de o singură pistă. Pista 08/26 are suprafața de beton și dimensiunile 2.271 m × 46 m. 